# Kohoutovice (část Brna)
Kohoutovice (německy Kohoutowitz) jsou městská čtvrť na západě statutárního města Brna. Její katastrální území má rozlohu 2,38 km². Původně samostatná obec byla k Brnu připojena v roce 1919, od 24. listopadu 1990 je součástí samosprávné městské části Brno-Kohoutovice. Žije zde přes 12 000 obyvatel.
Zástavba Kohoutovic, které jsou obklopeny lesy, je tvořena poměrně rozsáhlým panelovým sídlištěm, které obklopuje zbytek původní vesnice. Dominantu čtvrti představuje Kohoutovický vodojem ve tvaru převráceného kuželu, který je vidět z mnoha stran Brna.
Území kolem Pavlovské ulice, na jižním okraji kohoutovického katastru náleželo až do roku 1979 ke katastru tehdejší obce Bosonohy, zatímco úzký pruh území na západě, zahrnující kus lesa a hájenku, zase ke katastru tehdejší obce Žebětín. Ke 12. srpnu 2017 se katastr Kohoutovic rozšířil o jihozápadní část pozemku s inline dráhou zdejší základní školy Pavlovská, přičemž před touto změnou patřila lokalita ke katastrálnímu území Bosonohy a i nadále patří k území městské části Brno-Bosonohy.

## Další fotografie

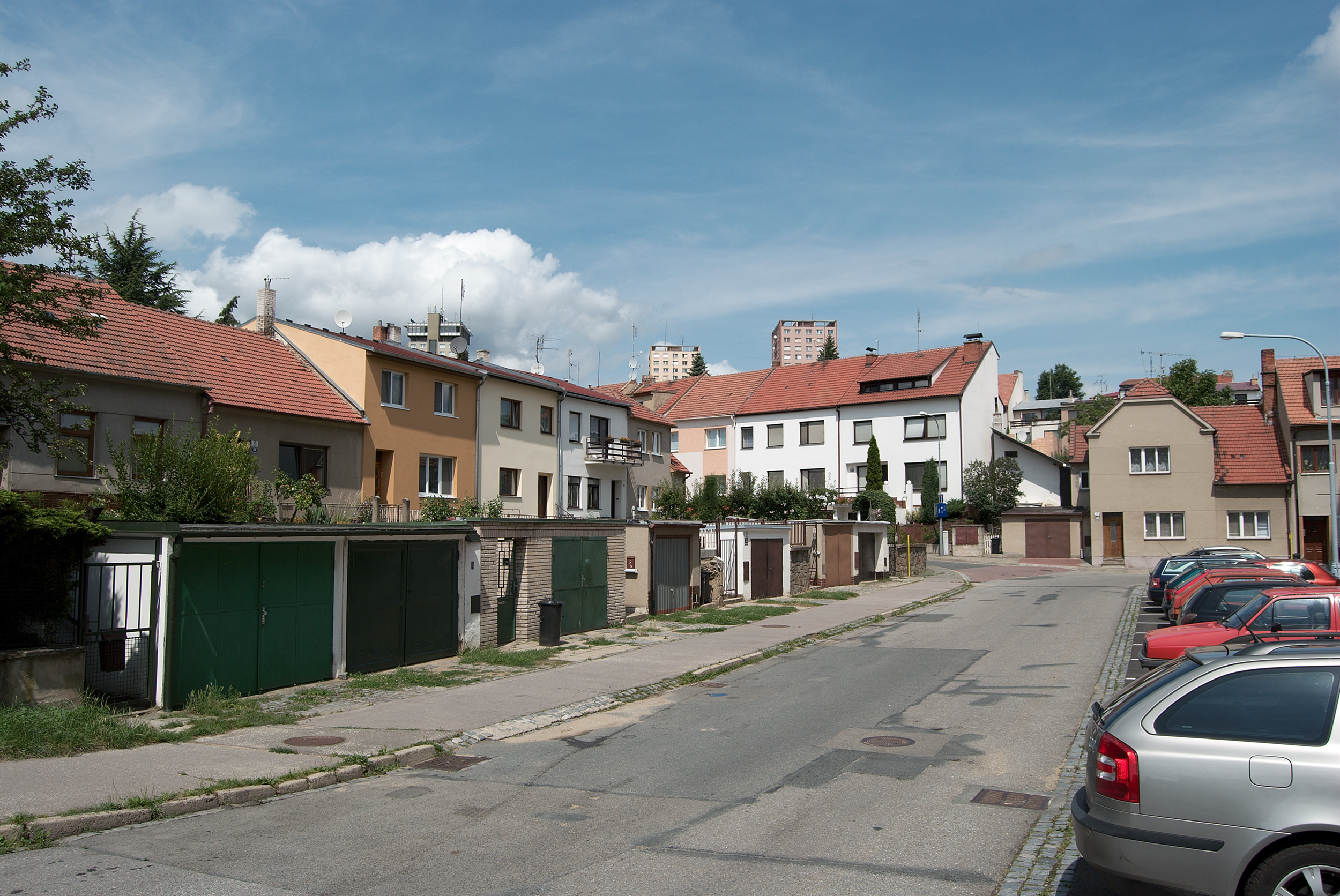
Ulice Ulička a Myslivečkova ve staré části Kohoutovic
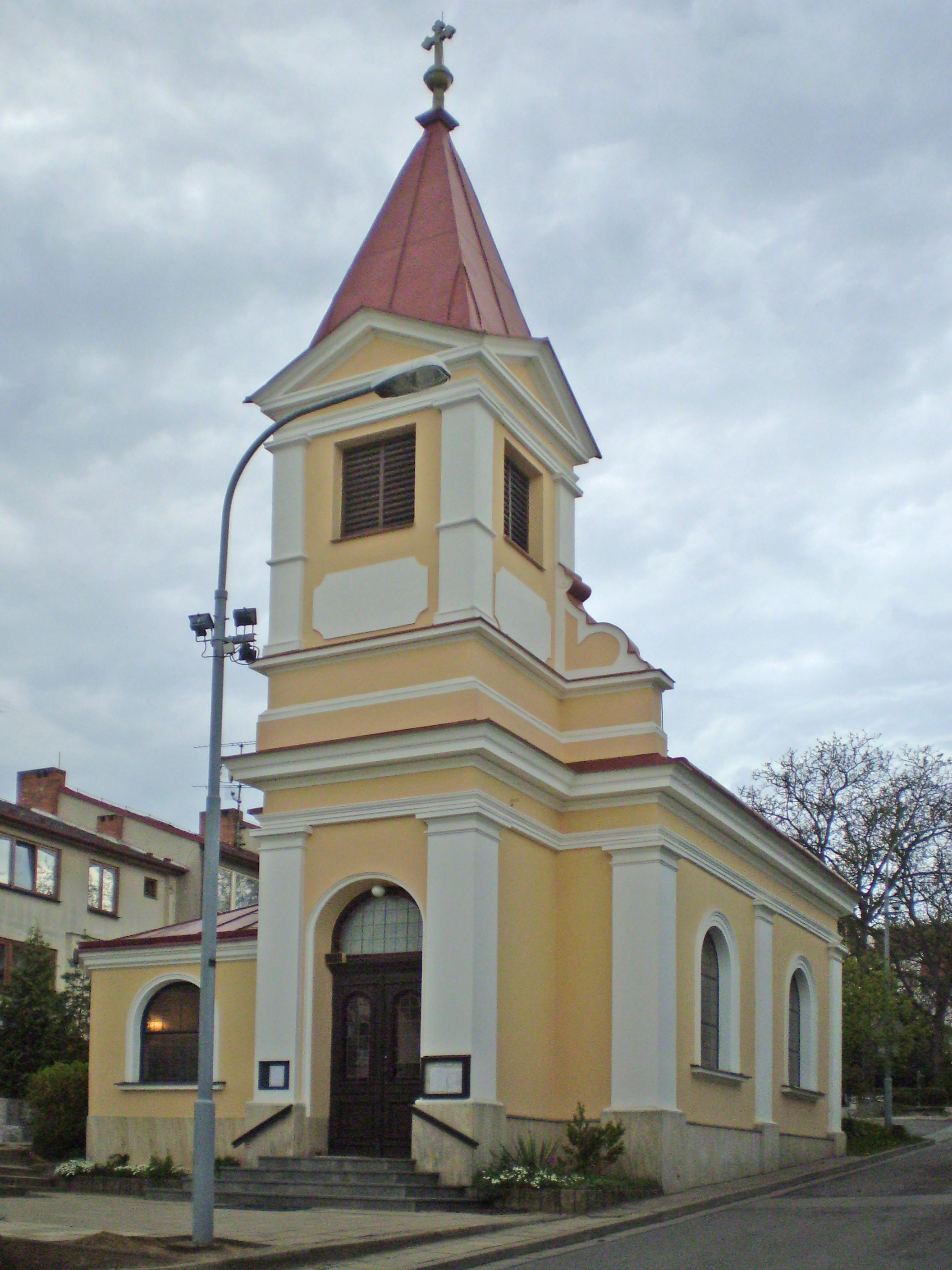
Kaple svaté Rodiny
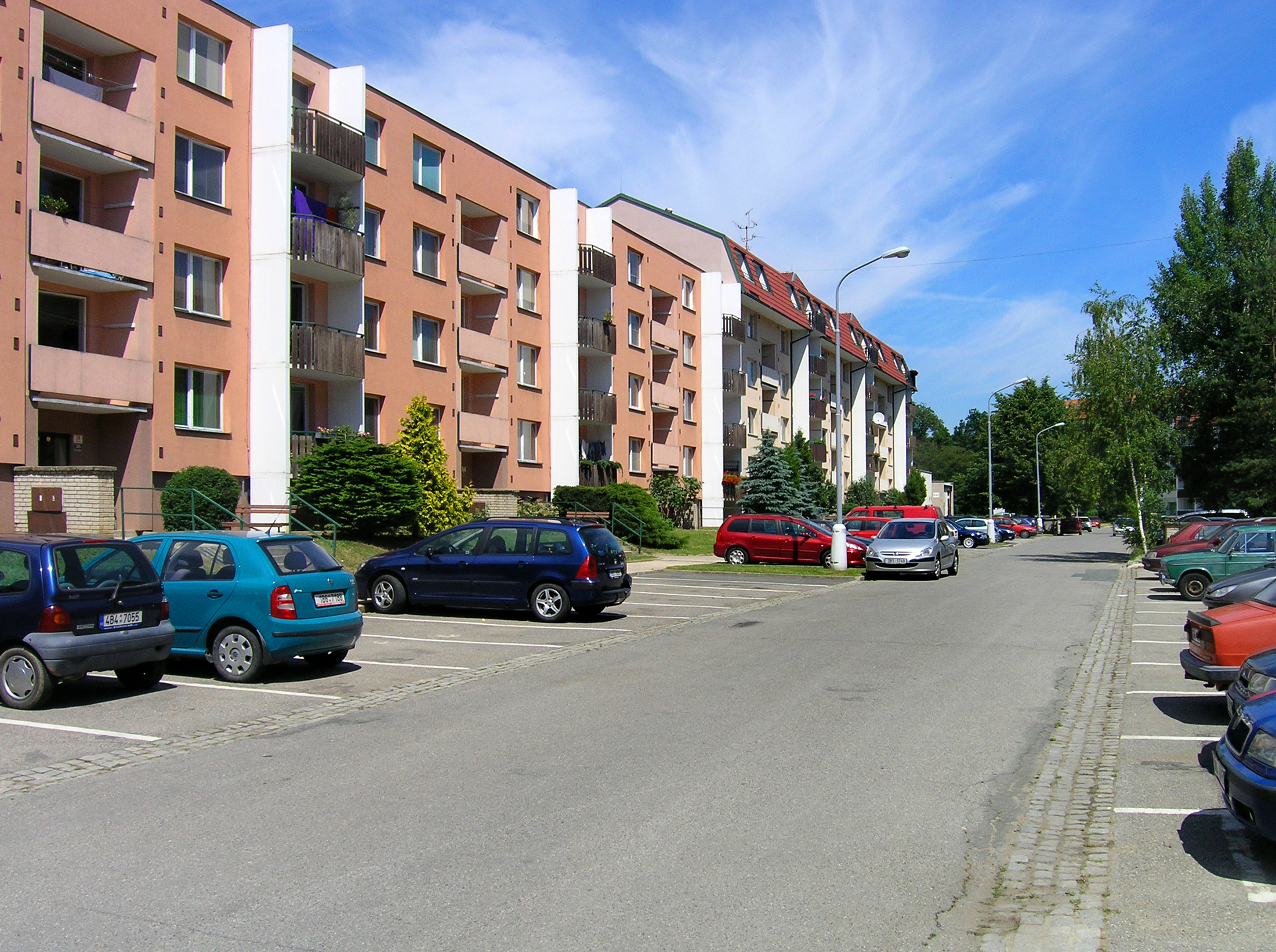
Domy v Bellově ulici
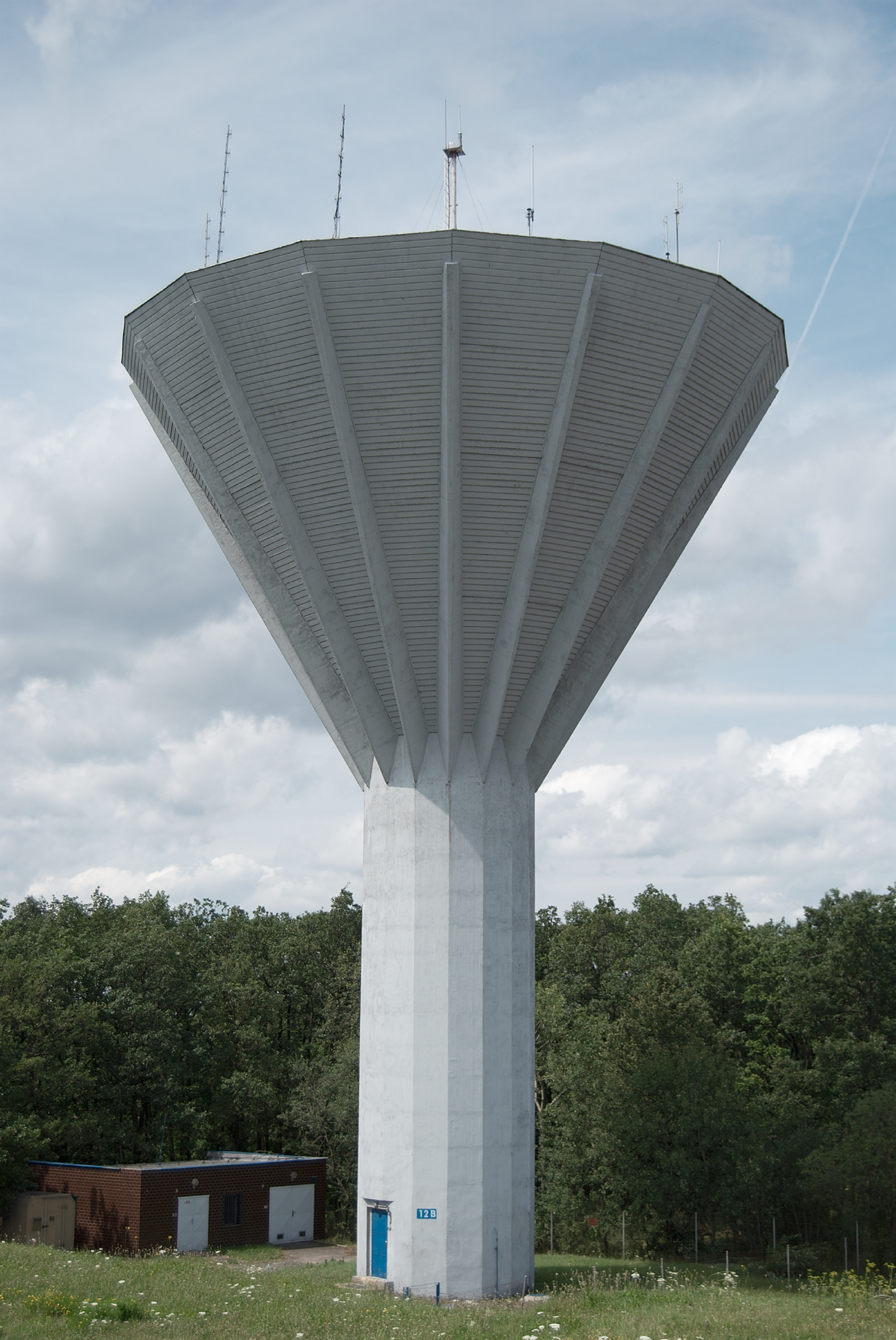
Kohoutovický vodojem